# Grand Island (Nebraska)
Grand Island ist eine Stadt im Zentrum des US-Bundesstaates Nebraska und gleichzeitig dessen viertgrößte Stadt. Im Jahr 2020 hatte die Stadt 53.131 Einwohner. Die Stadt ist County Seat des Hall Countys und wichtigster Ort der Grand Island Micropolitan Statistical Area, die außer dem Hall County auch Merrick County und Howard umfasst.
Die Stadt ist ein bedeutendes Zentrum der Fleischerzeugung in den Vereinigten Staaten und Sitz des Munitionsherstellers Hornady. Gegründet wurde sie 1857 von deutschen Siedlern, die aus Davenport in Iowa kamen, um sich im bei französischen Händlern als La Grande Island bekannten Gebiet niederzulassen.
In Grand Island befindet sich das Nebraska Law Enforcement Training Center (NLETC), in der Polizisten des ganzen Bundesstaates ausgebildet werden. Der Southern Power District, der für die Versorgung des südlichen Nebraskas mit elektrischer Energie zuständig ist, hat seinen Sitz in der Stadt, die auch Sitz des Bistums Grand Island ist.

## Geographie
Grand Islands geographische Koordinaten sind 40° 55′ N, 98° 21′ W (40,922316, −98,357996).
Nach den Angaben des United States Census Bureaus hat der Ort eine Fläche von 55,9 km², wovon 55,6 km² auf Land und 0,3 km² (= 0,60 %) auf Gewässer entfallen.
|                       | Jan  | Feb  | Mär  | Apr  | Mai   | Jun  | Jul  | Aug  | Sep  | Okt  | Nov  | Dez  |   |       |
| Mittl. Tagesmax. (°C) | 0,3  | 3,7  | 9,7  | 16,6 | 22,2  | 28,3 | 30,6 | 29,3 | 25,0 | 18,1 | 8,2  | 1,8  | ⌀ | 16,2  |
| Mittl. Tagesmin. (°C) | −11  | −8   | −2,8 | 3,2  | 9,6   | 15   | 18   | 16,8 | 11   | 4,0  | 3,4  | −8,9 | ⌀ | 4,2   |
|                       |      |      |      |      |       |      |      |      |      |      |      |      |   |       |
| Niederschlag (mm)     | 13,7 | 17,2 | 51,8 | 66,3 | 103,4 | 94,5 | 79,8 | 78,2 | 61,7 | 38,4 | 35,8 | 16,7 | Σ | 657,5 |

| −11 |

| −8 |

| −2,8 |

| 3,2 |

| 9,6 |

| 15 |

| 18 |

| 16,8 |

| 11 |

| 4,0 |

| 3,4 |

| −8,9 |

| −11 |

| −8 |

| −2,8 |

| 3,2 |

| 9,6 |

| 15 |

| 18 |

| 16,8 |

| 11 |

| 4,0 |

| 3,4 |

| −8,9 |

| N i e d e r s c h l a g | 13,7 | 17,2 | 51,8 | 66,3 | 103,4 | 94,5 | 79,8 | 78,2 | 61,7 | 38,4 | 35,8 | 16,7 |
|                         | Jan  | Feb  | Mär  | Apr  | Mai   | Jun  | Jul  | Aug  | Sep  | Okt  | Nov  | Dez  |

## Geschichte
Die Insel im Platte River, die der heutigen City Grand Island den Namen gab, wurde von französischen Fellhändlern um das Jahr 1700 entdeckt. 1821 erschien die Bezeichnung La Grande Isle erstmals auf französischen Landkarten. Diese Insel erstreckte sich etwa 45 km flussaufwärts und rund 15 km flussabwärts der heutigen Stadt. Das Gebiet wurde 1848 von den Pawnee an die Regierung der Vereinigten Staaten abgetreten.
Im Jahr 1857 verließen 35 deutschstämmige Siedler, darunter Friedrich Hedde, Davenport und zogen westwärts nach Nebraska. Ein Grund zu dieser Ansiedlung war der Bau der Eisenbahn, weil die Dampflokomotiven etwa alle 200 km anhalten mussten, um Wasser aufzunehmen. Diese Siedler erreichten ihren Zielort Anfang Juli 1857. Mit vor Ort geschlagenem Holz bauten sie bis zum September desselben Jahres feste Unterkünfte.
Während der folgenden neun Jahre sahen sich die Siedler mit manchen Schwierigkeiten konfrontiert, darunter Blizzarde und Konflikte zwischen den in der Gegend lebenden Indianern. Eine Brandstiftung durch einen deutschfeindlichen Landausbeuter zerstörte die erste Siedlung 1859. Als schließlich die Union Pacific Railroad durch das Gebiet gebaut wurde, verlegten die Einwohner ihre Siedlung auf die Nordseite des Flusses an die Stelle, wo sich die Stadt noch heute befindet. Der Name blieb erhalten.
1872 wurde Grand Island als City inkorporiert. Als 1886 der Bau der Bahnstrecke die Stadt erreichte, wuchsen Bevölkerung und Gewerbe an. In der Folge nahm auch Prostitution und der Verkauf von Branntwein eine wesentliche Rolle ein. Auch Spielsalons entstanden, jedoch blieben diese in Grand Island räumlich getrennt von den Bordellen. 1881 verabschiedete der Stadtrat eine Satzung, mit der die Prostitution reguliert wurde. Bordellbetreiber und Prostituierte wurden regelmäßig, einmal monatlich, verhaftet und nach Zahlung eines Bußgeldes auf freien Fuß gesetzt. Diese Einnahmen flossen in den Etat für das Schulwesen.
1887 wurde der Eisenbahnverkehr aufgenommen. Um 1890 wurde in Nebraska mit dem Anbau von Zuckerrüben begonnen, und deswegen entstand im Südwesten des Stadtgebietes eine Zuckerrübenverarbeitung, die erste solche Anlage in Nebraska und die zweite, nach Albany, Kalifornien in den gesamten Vereinigten Staaten, doch schlechte Wetterbedingungen führten dazu, dass die Landwirte der Region den Anbau von Zuckerrüben bald wieder beendeten.
Der landesweite Trend bezüglich Moral und sexueller Hygiene führte ab Mitte der 1890er Jahre auch in Grand Island dazu, dass die Prostitution bekämpft wurde. Das Rotlichtviertel verlagerte sich in ein anderes Stadtviertel, doch erhob sich auch hier Widerstand. Schließlich wurde im Juli 1913 das letzte der Bordelle in Grand Island geschlossen.

## Tornados im Jahr 1980
Am 3. Juni 1980 wurde Grand Island von einem kräftigen Superzellengewitter getroffen. Im Laufe des Abends wurde die Stadt von insgesamt sieben Tornados verwüstet, von denen der stärkste die Stufe F4 auf der Fujita-Skala erreicht, wobei das Gewerbegebiet South Locust zur am stärksten betroffenen Region gehörte. Das Unwetter verursachte den Tod von fünf Personen. Die Stadt ließ die Trümmer verbrennen und die Asche vergraben. So entstand der im Volksmund sogenannte Tornado Hill.

## Demographie
Nach der Volkszählung im Jahr 2000 lebten hier 42.940 Personen. Die Bevölkerungsdichte betrug 772,2 Personen pro km². Es gab 17.421 Wohneinheiten, durchschnittlich 313,3 pro km². Die Bevölkerung Grand Islands bestand zu 86,72 % aus Weißen, 0,42 % Schwarzen oder African American, 0,33 % Native American, 1,31 % Asian, 0,17 % Pacific Islander, 9,64 % gaben an, anderen Rassen anzugehören und 1,42 % nannten zwei oder mehr Rassen. 15,94 % der Bevölkerung erklärten, Hispanos oder Latinos jeglicher Rasse zu sein.
Die Bewohner Grand Islands verteilten sich auf 16.426 Haushalte, von denen in 34,3 % Kinder unter 18 Jahren lebten. 53,0 % der Haushalte stellten Verheiratete, 10,4 % hatten einen weiblichen Haushaltsvorstand ohne Ehemann und 32,8 % bildeten keine Familien. 27,1 % der Haushalte bestanden aus Einzelpersonen und in 11,1 % aller Haushalte lebte jemand im Alter von 65 Jahren oder mehr alleine. Die durchschnittliche Haushaltsgröße betrug 2,55 und die durchschnittliche Familiengröße 3,09 Personen.
Die Bevölkerung verteilte sich auf 27,0 % Minderjährige, 9,5 % 18–24-Jährige, 28,6 % 25–44-Jährige, 20,8 % 45–64-Jährige und 14,1 % im Alter von 65 Jahren oder mehr. Das Durchschnittsalter betrug 35 Jahre. Auf jeweils 100 Frauen entfielen 98,1 Männer. Bei den über 18-Jährigen entfielen auf 100 Frauen 96,0 Männer.
Das mittlere Haushaltseinkommen in Grand Island betrug 36.044 USD und das mittlere Familieneinkommen erreichte die Höhe von 43.197 US-Dollar. Das Durchschnittseinkommen der Männer betrug 28.925 US-Dollar, gegenüber 20.521 US-Dollar bei den Frauen. Das Pro-Kopf-Einkommen belief sich auf 17.071 US-Dollar. 12,8 % der Bevölkerung und 9,9 % der Familien hatten ein Einkommen unterhalb der Armutsgrenze, davon waren 16,7 % der Minderjährigen und 8,1 % der Altersgruppe 65 Jahre und mehr betroffen.

## Söhne und Töchter der Stadt
- Edith Abbott (1876–1957), Soziologin und Autorin
- Grace Abbott (1878–1939), Soziologin und Autorin
- George Baird (1907–2004), Leichtathlet und Olympiasieger
- Bob Evans (1927–2004), Computerpionier
- Joe Feeney (1931–2008), Tenor
- Henry Fonda (1905–1982), Filmschauspieler
- James Golka (* 1966), römisch-katholischer Geistlicher, Bischof von Colorado Springs
- Jenny Kropp (* 1979), Volleyball- und Beachvolleyballspielerin
- Tom Rathman (* 1962), Footballprofi
- Rebecca R. Richards-Kortum (* 1964), Medizintechnik-Ingenieurin
- George Balch Wilson (1927–2021), US-amerikanischer Komponist und Musikpädagoge

## Belege
1. ↑  La Grande Isle. Nebraska State Historical Society, 4. Juni 2004, abgerufen am 20. Mai 2011 (englisch).
2. 1 2 3  David Haward Bain: The Old Iron Road: An Epic of Rails, Roads, and the Urge to Go West. Penguin Books, New York City, New York 2004, ISBN 0-14-303526-6, S. 60–62 (englisch).
3. 1 2 3  Anne Diffendal: Prostitution in Grand Island, Nebraska. In: Heritage of the Great Plains. 16. Jahrgang. School of Liberal Arts and Sciences, Emporia State University, Emporia, Kans., ISSN 0739-4772, S. 1–9 (englisch).
4. ↑  Sugar beets come to Nebraska. University of Nebraska-Lincoln, archiviert vom Original am 25. Mai 2013; abgerufen am 19. März 2013 (englisch).